# 1813 Імхотеп
1813 Імхотеп (1813 Imhotep) — астероїд головного поясу, відкритий 17 жовтня 1960 року.
Тіссеранів параметр щодо Юпітера — 3,356.
Названий на честь давньоєгипетського архітектора, лікаря, астронома, письменника, радника фараона, верховного жерця бога Ра Імхотепа.